# Saint-Pardoux-la-Croisille
Saint-Pardoux-la-Croisille is een gemeente in het Franse departement Corrèze (regio Nouvelle-Aquitaine) en telt 157 inwoners (1999). De plaats maakt deel uit van het arrondissement Tulle.

## Geografie
De oppervlakte van Saint-Pardoux-la-Croisille bedraagt 15,7 km², de bevolkingsdichtheid is 10,0 inwoners per km².
De onderstaande kaart toont de ligging van Saint-Pardoux-la-Croisille met de belangrijkste infrastructuur en aangrenzende gemeenten.

## Demografie
Onderstaande figuur toont het verloop van het inwonertal (bron: INSEE-tellingen).